# Света Богородица Пантанаса
Вижте пояснителната страница за други значения на Света Богородица Пантанаса.
„Света Богородица Пантанаса“ (на гръцки: Παναγία Παντάνασσα, в превод Света Богородица Всецарица) е средновековен православен манастир, разположен край град Мелник, България.

## Местоположение
Руините на манастира са разположени източно от града, след стадиона на малка височина край пътя за Рожен.

## История
Според исторически документи, манастирът е построен от деспот Алексий Слав, тоест между 1209 година, когато Мелник става столицата на държавата на Слав и 1230 година, когато след Клокотнишката битка, Мелник е присъединен към България. Голяма част от запазените оградни стени са от този първи строителен период на манастира. Вторият строителен период е от края на XVI – началото на XVII век. Манастирът функционира до началото на ΧΧ век, когато в 1904 година пагубно пострадва от голямо земетресение.
Археологически проучвания са правени в 2005 и 2006 година под ръководството на Виолета Нешева.
В 2012 година Нешева открива четири погребения в параклиса „Света Троица“ на манастира, за които тя смята, че са на семейството на деспот Алексий Слав, като едното от тях е на самия деспот.

## Описание
При разкопките са разкрити части от южната и западната оградни стени на манастира, подпорни на ската. Максималната височина на стените е 2,50 m – там започва вътрешното ниво на манастира. Входовете са два – и двата от запад, като вторият е при чупка на южната стена. До първия се стига по каменна стълба, която е добре запазена. В чупката на южната стена има много добре запазено манастирско аязмо с чешма и с каменно корито.
В северния край, под скалите, са разкрити основи на почти квадратна сграда на две нива, като разликата между тях е 2,50 m. Входовете и за двата етажа са от изток. Тук вероятно са били магерницата и трапезарията на манастира – на първото ниво има следи от огнище, а в източния край на южната фасада има полукръгла ниша, в която вероятно е имало ритуална мивка за ръце.
Манастирът има два двора, които са разделени от каменна стена с посока север – юг. Западният е по-ниско от източния, тъй като е в началото на височината.